# García Sánchez II. od Pamplone
García Sánchez II. (oko 964. – oko 1000.), zvan Drhtavi (baskijski: Ikaratia, špa. El Temblón) bio je kralj Pamplone i grof od Aragóna od 994. do dvoje smrti. Bio je sin kralja Sanča II. i Urake Fernández.

## Životopis
Tijekom vladavine, njegova je vanjska politika bila usko povezana s vanjskom politikom Kastilje. Njegova majka je bila teta grofa Sanča Garcíje od Kastilje, ali i moćnog grofa od Saldañe, Garcíje Gómeza od Carrióna, i ona je izgleda odigrala ulogu u osnivanju mosta između kraljevstva i grofovije.
Pridružio se svom rođaku Sanču u pokušaju razbijanja podređenosti koje je njegov otac ponudio Córdobi. 996. bio je prisiljen tražiti mir u Córdobi. 997. tijekom ekspedicije u zemlju Calatayud, García je ubio guvernerova brata. Almanzor se osvetio odrubljivanjem glava 50 kršćana. U bitci kod Cervera u srpnju 1000., on se pridružio, uz grofa Garcíju Gómeza iz Saldañe, u koaliciji na čelu sa Sančom Garcíjom od Kastilje kojeg je porazio Almanzor. 
Tradicija ga naziva jednim od kršćana u Bitci za Calatañazor godine 1002., što je rezultiralo smrću Almanzora i posljedičnom krizom u kordopskom kalifatu, ali nema suvremenih zapisa o njemu, nakon 1000. godine, dok je njegov rođak Sančo Ramírez od Viguera moguće vladao u Pamploni 1002. García je sigurno bio mrtav 1004. Na domaćem planu, on je odobrio vlast nad Aragonom bratu Gonzalu, pod tutorstvom majke. Tradicija izvještava da je on oslobodio sve muslimanske zarobljenike koji su zadržavani u kraljevstvu. Oženio je u kolovozu 981. Jimenu, kćer Fernanda Bermúdeza, grofa od Ceae. Među njihovom djecom su bili budući kralj Sančo III. i Uraka, kasnije druga žena Alfonsa V. od Leóna.